# 立石純子
立石純子（たていし じゅんこ、1986年7月10日 - ）は、神奈川県出身（横浜市生まれ、秦野市育ち）の歌手、タレント。サンミュージックプロダクション所属。
２００４年、元プリンセス プリンセス 富田京子さんプロデュースの女子高生2人組ユニット「jenny」でデビュー。解散後、現在も弾き語りのシンガーソングライターとして活動をしている。
登山やマラソンなどアクティブな活動もししており、ホノルルマラソンではハワイのエキスポ会場でのライブも経験。また地元神奈川県秦野市で毎年１２月に行われる「はだの丹沢水無川マラソン大会」の大会アンバサダーも務める。
またコーヒーソムリエも取得しており、２０２１年からオリジナルコーヒーブランド「CLOVER COFFEE」を展開。１年に４シリーズのコーヒーを自身も開発に携わり発売している。
２０１９年より地元秦野市を広くPRする「はだのブランドアンバサダー」も務めている。。

## 人物
- ３姉妹の末っ子。２人の姉とともに、４歳からピアノを始めた[2]。
- 血液型：B型
- 趣味：ピアノ、登山、マラソン、カフェ＆温泉巡り、釣り、卓球
- 特技：ピアノ、絶対音感
- 資格：コーヒーソムリエ、温泉ソムリエ、マナー検定、書道初段、オープンウォーターダイバー、普通自動車一種免許

## 活動

### TV
- ヤマトナデシコ七変化 第7話（2010年2月26日、TBS）
- つながるセブン（2011年4月 - 2012年3月、J:COM）- 水曜日(不定期)、隔週木曜日担当アシスタント
- 鉄道グルメ旅（2017年7月 - 、東京MX）
- 東北魂TV（2017年4月2日、BSフジ）「部長島川耕平妻子あり」
- 湯めぐり鉄道 ～温泉といやしの旅～（2018年1月 - 鉄道チャンネル）レポーター役(不定期)「#3 伊豆急行で行く天城温泉」[4]、「#5 小湊鐡道で行く養老渓谷温泉」～「#13 北越急行で行く鵜の浜温泉」
- 情報番組 マチコミ（テレビ埼玉、2020年11月24日） - 中継リポーター[5]
- いい伊豆みつけた（2021年2月[6]- 、伊豆急ケーブルネットワーク） - レポーター
  - 花だよりに誘われて　名所・グルメを楽しもう（2021年2月第3週）
  - いま熱海が面白い!くつろぎとグルメいっぱいの旅（2022年7月第4週）
  - 海を目指して、山から歩く熱海の秋（2022年11月第3週）
  - 伊豆の自然をまるごとペロリ！（2023年3月第2週）
  - 雨の日も風の日も、いつでも西伊豆を楽しみたい！（2024年3月第3週）
  - 七福神に導かれて熱川温泉めぐり（2024年5月第4週）
  - 伊東・熱海の駅近で楽しむ旅（2024年10月第5週）[7]
  - 西伊豆町の名物といえば！（2024年12月第1週）[8]
  - 早春に旅する南伊豆町（2025年2月第1週）[9]

### 舞台
- 「お子様ランチどこですか」（2002年11月）
- Air studioプロデュース公演「十二人の怒れる女」（2011年1月）
- Air studioプロデュース公演「SAKURA」（2011年5月）

### CD
- 女子高生二人組ユニット「jenny」としてデビュー「Promise Ring, Kangaroo★18」リリース（2004年12月）
（元PRINCESS PRINCESS富田京子プロデュース）　ライブハウスを中心に約2年間活動後解散

### ショー
- パリスヒルトン・ブランド「PINKO」ファションショー モデル（2010年9月）

## ディスコグラフィ
| 発売日         | タイトル       | 収録曲                  |
| -------------- | -------------- | ----------------------- |
| 2013年         | あまのじゃく   | あまのじゃく            |
| 2013年         | あまのじゃく   | Never…                  |
| 2013年         | あまのじゃく   | 幸せパズル              |
| 2013年         | あまのじゃく   | 冬の出口                |
| 2013年         | あまのじゃく   | One!!                   |
| 2014年12月22日 | MERMAID        | マーメイド              |
| 2014年12月22日 | MERMAID        | 春風                    |
| 2014年12月22日 | MERMAID        | 素直なままで            |
| 2015年12月13日 | Clover         | おぼろ月                |
| 2015年12月13日 | Clover         | hug.                    |
| 2015年12月13日 | Clover         | Clover                  |
| 2015年12月13日 | Clover         | message                 |
| 2015年12月13日 | Clover         | もう一度                |
| 2015年12月13日 | Clover         | クレヨン                |
| 2015年12月13日 | Clover         | 真っ暗な星空をさいて    |
| 2015年12月13日 | Clover         | あまのじゃく(rearrange) |
| 2015年12月13日 | Clover         | message(ピアノ弾き語り) |
| 2016年08月13日 | Altair         | Altair                  |
| 2016年08月13日 | Altair         | jump!!                  |
| 2016年08月13日 | Altair         | 桜涙                    |
| 2017年08月16日 | halation       | halation                |
| 2017年08月16日 | halation       | カタオモイ              |
| 2017年08月16日 | halation       | だけどいつか。          |
| 2018年08月30日 | モノクローム   | Yubisaki                |
| 2018年08月30日 | モノクローム   | モノクローム            |
| 2018年08月30日 | モノクローム   | リビングと発表会        |
| 2018年08月30日 | モノクローム   | One!!(re-arrange)       |
| 2018年08月30日 | モノクローム   | PEACE!!!                |
| 2019年08月28日 | page           | 大人仮面                |
| 2019年08月28日 | page           | 君の街へ                |
| 2019年08月28日 | page           | めざせゴールライン      |
| 2019年08月28日 | page           | 雲の上の舞踏会          |
| 2019年08月28日 | page           | page                    |
| 2021年12月22日 | 名前のない未来 | 変幻自在ストーリー      |
| 2021年12月22日 | 名前のない未来 | この場所から            |
| 2021年12月22日 | 名前のない未来 | ヒトコト                |
| 2021年12月22日 | 名前のない未来 | 閉ざされた世界          |
| 2021年12月22日 | 名前のない未来 | 名前のない未来          |
| 2024年07月31日 | 青星           | Sign                    |
| 2024年07月31日 | 青星           | あまのじゃく-2024Ver.-  |
| 2024年07月31日 | 青星           | 夢をまとって            |
| 2024年07月31日 | 青星           | カレーライスと君。      |
| 2024年07月31日 | 青星           | マーメイド-2024Ver.-    |
| 2024年07月31日 | 青星           | 椿の檻                  |
| 2024年07月31日 | 青星           | カルミア                |
| 2024年07月31日 | 青星           | 青星                    |